# Śliwice (Warszawa)
Śliwice – osiedle na terenie obszaru MSI Pelcowizna w dzielnicy Praga-Północ w Warszawie.

## Opis
Osiedle powstało w latach 1937–1939 na terenie dóbr golędzinowskich jako zespół ok. 70 piętrowych domków mieszkalnych. Było przyczółkiem dużej dzielnicy mieszkaniowej, którą planowano rozbudowywać na południe do nasypu kolejowego na Golędzinowie i po Pelcowiznę na północ. Od zachodu granicę stanowiła Wisła, od wschodu tereny kolei.
Nazwa pochodzi od fortu Śliwickiego, zbudowanego w 1835 na terenach golędzinowskich wspomagającego od praskiej strony Cytadelę (w 1921 jego nazwę zmieniono na fort Jasińskiego).
Kameralna, modernistyczna, niska zabudowa otoczona jest przydomowymi ogródkami. Osiedle mieści się w kwartale ulic Gersona, Szernera, Witkiewicza i Kotsisa. Z trzech stron kolonię otaczają tereny Fabryki Samochodów Osobowych, a z czwartej ulica Jagiellońska.
Na terenie Śliwic działa samorządowa jednostka niższego rzędu w postaci Rady Kolonii „Śliwice”.